# Zach Williams
Zachary Stephen Williams (Pensacola, 5 de março de 1981), mais conhecido como Zach Williams, é um artista de rock cristão estadunidense. Ele foi criado em Jonesboro e, de 2007 a 2012, ele foi membro e vocalista do Zach Williams & The Reformation. Ele também foi o vocalista do grupo cristão Brothers of Grace, rebatizado como Zach Williams and the Brothers of Grace. Em 2016, ele começou sua carreira solo. O cantor possui cinco nomeações nos Grammys e duas vitórias, em 2018 venceu a categoria de Melhor Álbum de Música Cristã Contemporânea com Chain Breaker e em 2021 venceu a categoria de Melhor Canção de Música Cristã Contemporânea com There Was Jesus. O artista também possui quatro GMA Dove Awards, incluindo o de Artista Compositor do Ano, conquistado em 2020.

## Prêmios e indicações

### American Music Awards
| Ano  | Recipiente    | Categoria                                    | Resultado |
| ---- | ------------- | -------------------------------------------- | --------- |
| 2018 | Zach Williams | Artista Contemporâneo Inspiracional Favorito | Indicado  |
| 2021 | Zach Williams | Artista Contemporâneo Inspiracional Favorito | Indicado  |

### BillboardMusic Awards
| Ano  | Recipiente                           | Categoria              | Resultado |
| ---- | ------------------------------------ | ---------------------- | --------- |
| 2018 | Zach Williams                        | Melhor Artista Cristão | Indicado  |
| 2018 | "Old Church Choir"                   | Melhor Música Cristã   | Indicado  |
| 2019 | Zach Williams                        | Melhor Artista Cristão | Indicado  |
| 2021 | Zach Williams                        | Melhor Artista Cristão | Indicado  |
| 2021 | Rescue Story                         | Melhor Álbum Cristão   | Indicado  |
| 2021 | "There Was Jesus" (com Dolly Parton) | Melhor Música Cristã   | Indicado  |

### Grammy Awards
| Ano  | Recipiente                           | Categoria                                                | Resultado |
| ---- | ------------------------------------ | -------------------------------------------------------- | --------- |
| 2017 | "Chain Breaker"                      | Melhor Performance/Canção de Música Cristã Contemporânea | Indicado  |
| 2018 | Chain Breaker                        | Melhor Álbum de Música Cristã Contemporânea              | Venceu    |
| 2019 | Survivor: Live From Harding Prison   | Melhor Álbum de Música Cristã Contemporânea              | Indicado  |
| 2020 | "Rescue Story"                       | Melhor Performance/Canção de Música Cristã Contemporânea | Indicado  |
| 2021 | "There Was Jesus" (com Dolly Parton) | Melhor Performance/Canção de Música Cristã Contemporânea | Venceu    |

### GMA Dove Awards
| Ano  | Recipiente                           | Categoria                                   | Resultado |
| ---- | ------------------------------------ | ------------------------------------------- | --------- |
| 2017 | Zach Williams                        | Novo Artista do Ano                         | Venceu    |
| 2017 | Zach Williams                        | Artista Cristão Contemporâneo do Ano        | Indicado  |
| 2017 | "Chain Breaker"                      | Música do Ano                               | Indicado  |
| 2017 | "Chain Breaker"                      | Música Gravada Pop/Contemporânea do Ano     | Venceu*   |
| 2017 | Chain Breaker                        | Álbum Pop/Contemporâneo do Ano              | Indicado  |
| 2019 | Zach Williams                        | Artista Cristão Contemporâneo do Ano        | Indicado  |
| 2019 | Survivor: Live From Harding Prison   | Vídeo de Formato Longo do Ano               | Indicado  |
| 2020 | "Rescue Story"                       | Música do Ano                               | Indicado  |
| 2020 | Zach Williams                        | Artista Cristão Contemporâneo do Ano        | Indicado  |
| 2020 | Zach Williams                        | Artista do Ano                              | Indicado  |
| 2020 | Rescue Story                         | Álbum Pop/Contemporâneo do Ano              | Indicado  |
| 2020 | Rescue Story                         | Pack de Música Gravada do ano               | Venceu    |
| 2021 | "There Was Jesus"                    | Música do Ano                               | Indicado  |
| 2021 | Zach Williams                        | Artista Cristão Contemporâneo do Ano        | Indicado  |
| 2021 | Zach Williams                        | Artista do Ano                              | Indicado  |
| 2021 | "Stand My Ground"                    | Música Gravada de Rock/Contemporânea do Ano | Indicado  |
| 2021 | "There Was Jesus" (com Dolly Parton) | Música gravada Pop/Contemporânea do Ano     | Indicado  |

* Juntamente com "Eye of the Storm" de Ryan Stevenson.